# Richard Dunne
Richard Patrick Dunne (ur. 21 września 1979 w Dublinie) – irlandzki piłkarz występujący na pozycji środkowego obrońcy w Queens Park Rangers.
Richard Dunne urodził się w Dublinie, ale karierę zaczynał w Anglii. Jego pierwszym klubem był Everton, w którym rozgrywał lata 1996–2000. Debiutował w meczu o Puchar Anglii przeciwko Swindon Town. Mecz został wygrany 3:0, a Dunne rozegrał całe spotkanie. Do Manchesteru City trafił w 2000 za sumę 3 milionów funtów. Zadebiutował w nim 11 sierpnia 2001 przeciwko Watford. Po rozegraniu ponad 300 meczów w tym zespole, w 2009 roku podpisał kontrakt z Aston Villą. Szybko stał się podstawowym zawodnikiem tego klubu, a w kwietniu 2010 roku został wybrany do najlepszej jedenastki sezonu w Premier League.
Od 2000 roku jest równocześnie graczem reprezentacji Irlandii, w której zadebiutował 30 maja przeciwko reprezentacji Szkocji. Mecz zakończył się porażką 1:2. Wystąpił również na Mistrzostwach Świata 2002, gdzie odpadł w 1/8 finału. W reprezentacji kraju zagrał 77 meczów i zdobył 8 goli.